# Język huli
Język huli – język papuaski używany w prowincji Hela w Papui-Nowej Gwinei, przez członków ludu Huli. Należy do grupy języków engańskich w ramach postulowanej rodziny transnowogwinejskiej. Według danych z 2011 roku mówi nim 150 tys. osób.
Dominuje w regionie. Posługują się nim również inne lokalne społeczności etniczne, jak np. Etoro czy Kaluli, dla których jest drugim językiem.
Jest zapisywany alfabetem łacińskim.